# Палаццо Литта
Палаццо Литта, также известное как Палаццо Арезе-Литта (итал. Palazzo Litta, Palazzo Arese-Litta) — историческое здание в Милане (Ломбардия) в стиле барокко, построенное в период испанского правления. С 2018 года дворец служит культурным центром с выставочными помещениями, офисами и театром.

## История
Дворец построен в 1642—1648 годах архитектором Франческо Мария Рикини для графа Бартоломео Арезе, члена одной из самых влиятельных миланских семей того времени, который в 1660 году стал президентом сената Милана. Таким образом, Палаццо Литта стал важным культурным центром. Грандиозные балы и собрания, проводившиеся здесь на протяжении многих лет, включали приёмы в честь эрцгерцогини Марианы Австрийской, Маргариты Терезии Испанской, Элизабет Кристины Брауншвейг-Вольфенбюттельской, Марии Терезии Австрийской, Эжена Богарне и прибытия Наполеона Бонапарта в 1796 году в Милан.
Здание в основном сохранилось в неизменном виде: симметричный план с внутренним двором; семейная капелла, освящённая в 1671 году, позднее была превращена в частный театр, старейший в Милане. Театр используется до настоящего времени как «Театр Литта».
В 1674 году дворец перешёл к дочери Бартоломео Маргарите, жене Фабио III Висконти Борромео Арезе. К середине восемнадцатого века, когда ветвь Арезе вымерла по мужской линии, семейный дворец унаследовала семья Литта, члены которой также играли видную роль в политической жизни города. Именно в этот период в здание был внесён ряд важных изменений. К концу XIX века оно стало домом Управления железных дорог Северной Италии.

## Архитектура
Между 1752 и 1761 годами архитектор Бартоломео Болли построил новый фасад здания, богато украшенный в стиле позднего «барочно-рокайльного стиля». Вход в палаццо фланкирован двумя скульптурами атлантов, поддерживающими балкон. В 1740 году Карло Джузеппе Мерло построил внушительную и живописную двумаршевую лестницу, сложные изгибы которой ведут в апартаменты второго «благородного» этажа (piano nobile). Они тоже были частично отремонтированы, некоторые из них были украшены фресками Джованни Антонио Кукки.

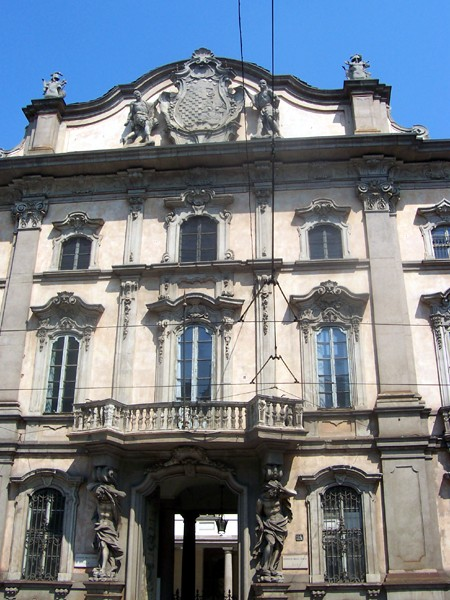
Центральный ризалит главного фасада
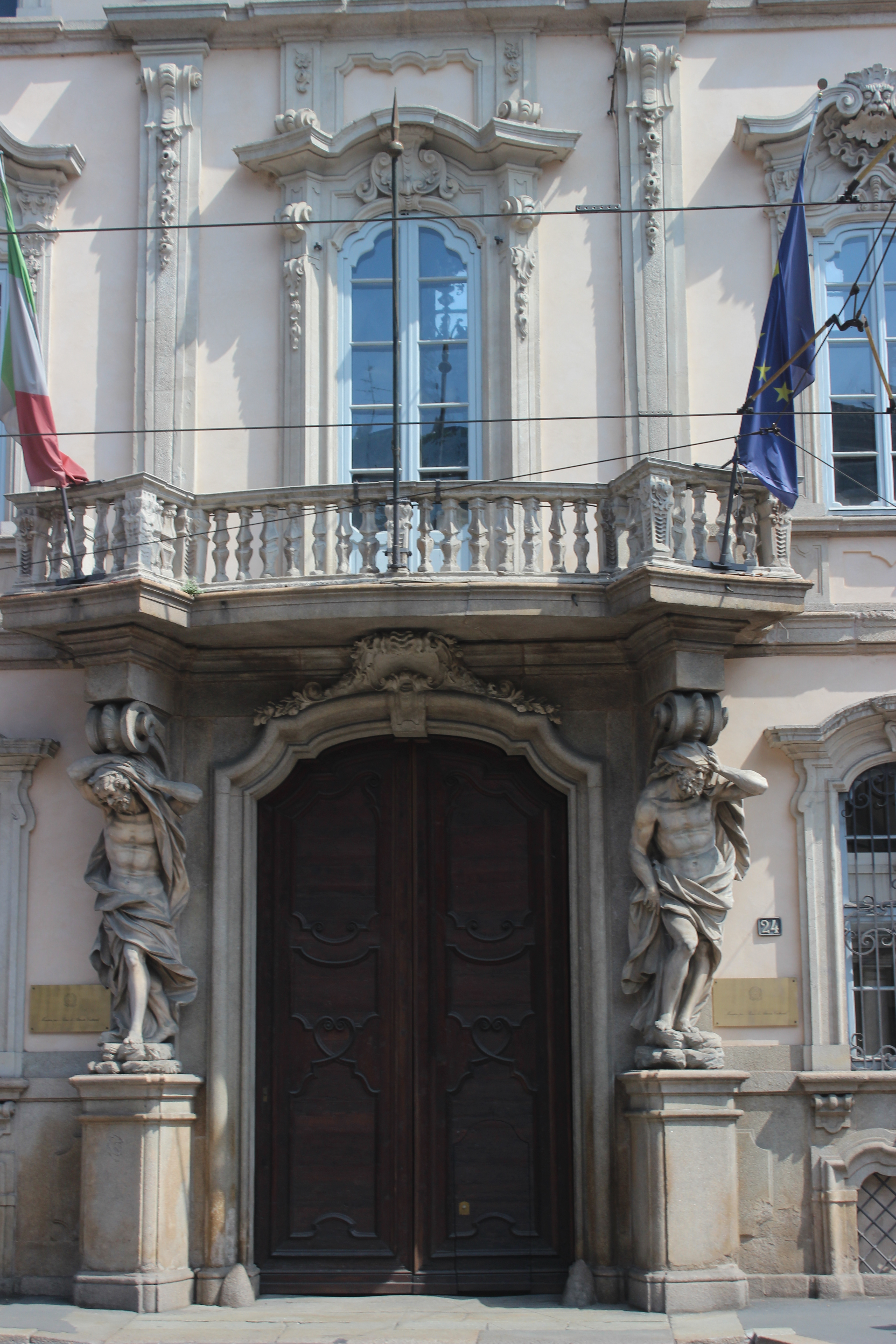
Портал
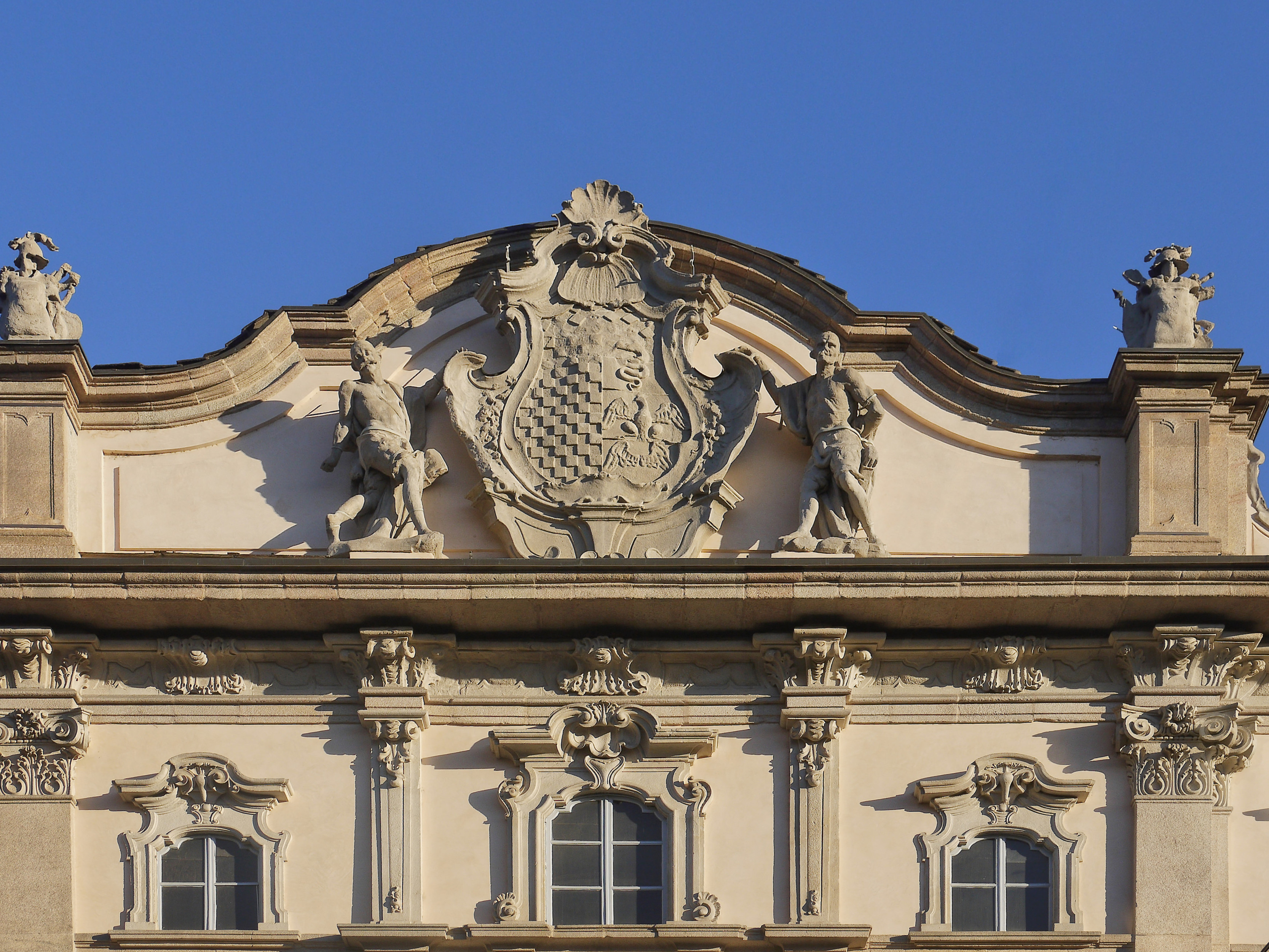
Герб семьи Литта
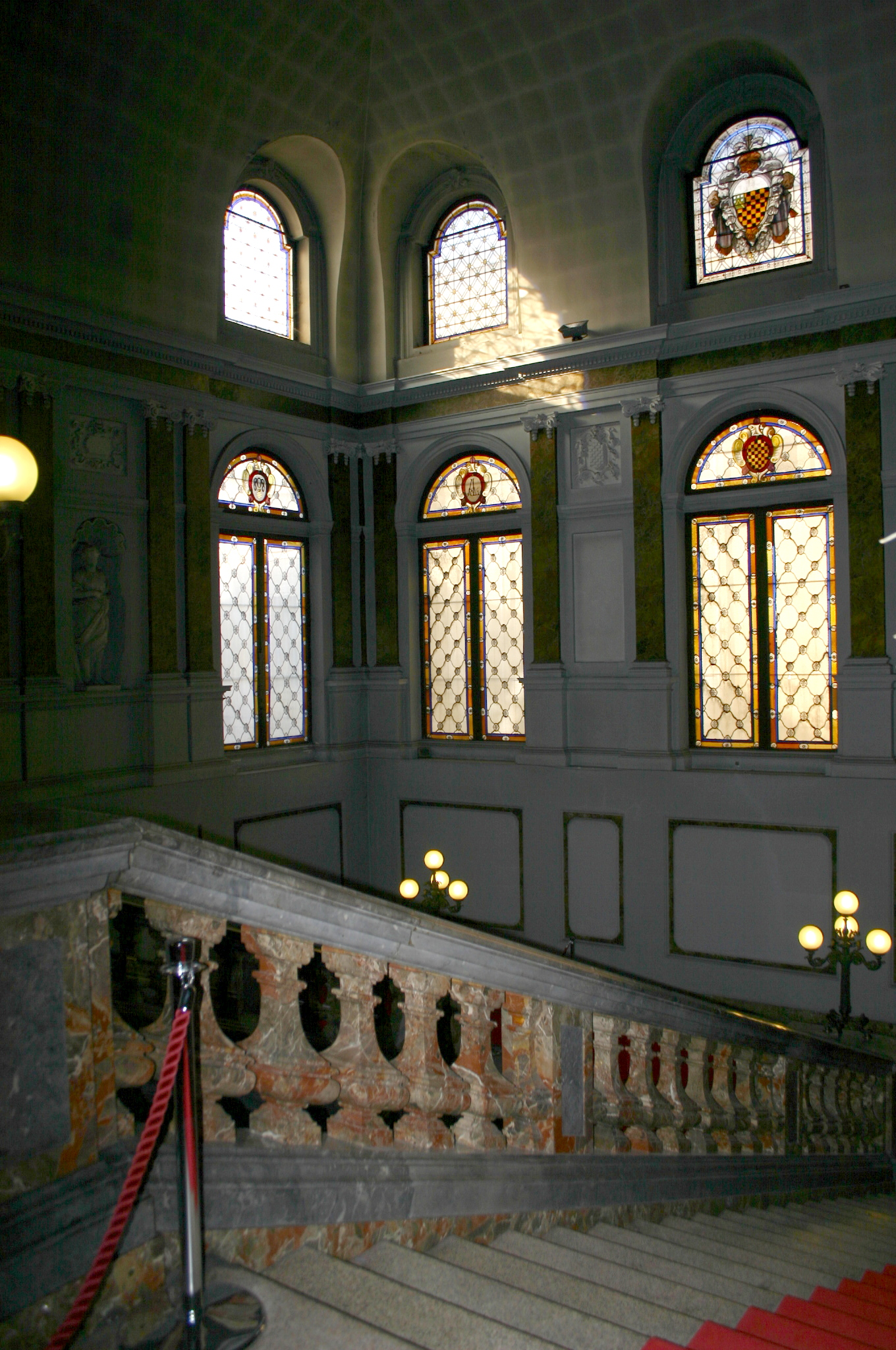
Главная лестница
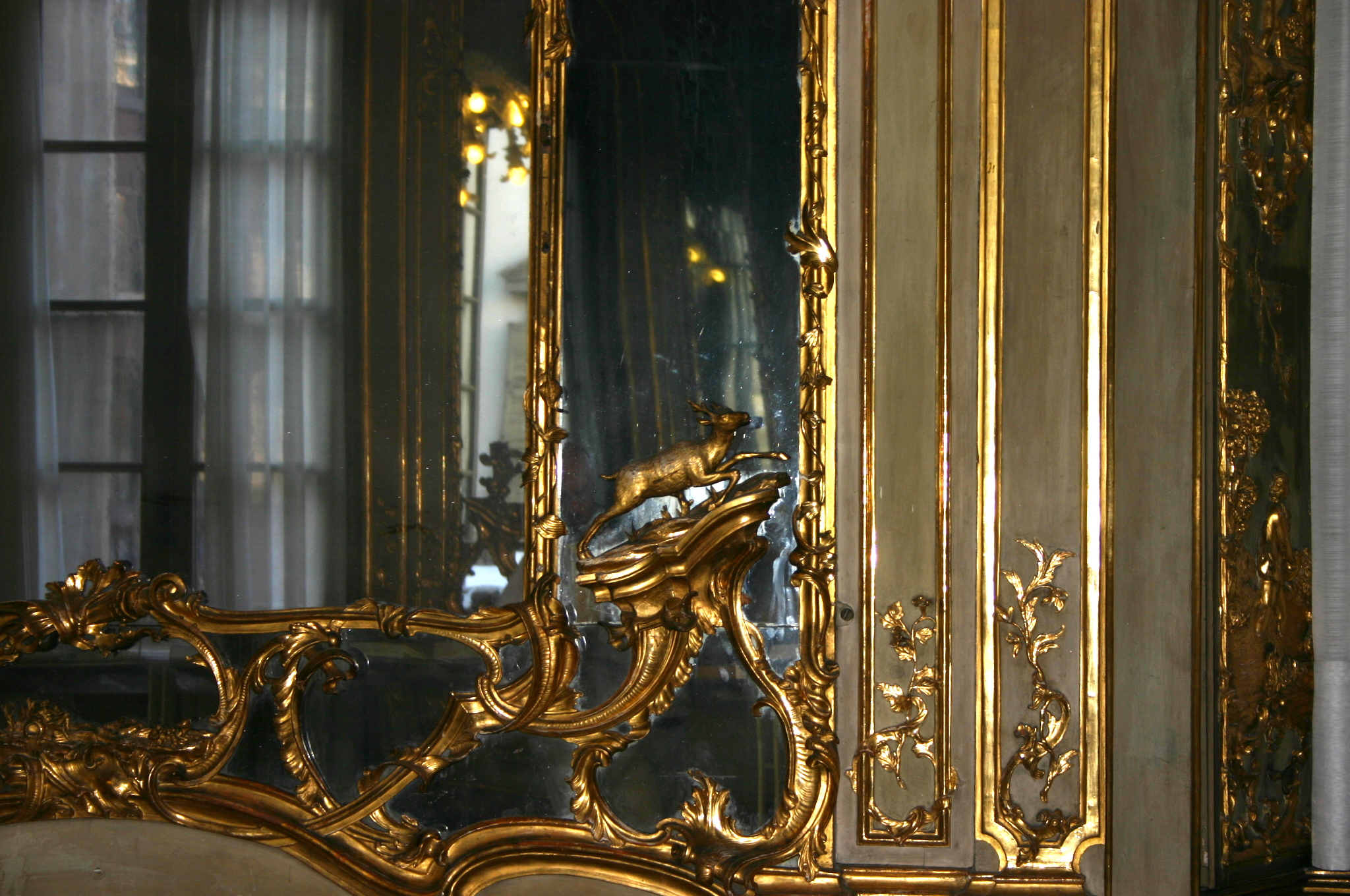
Зеркальный зал. Деталь оформления. М. Кноллер
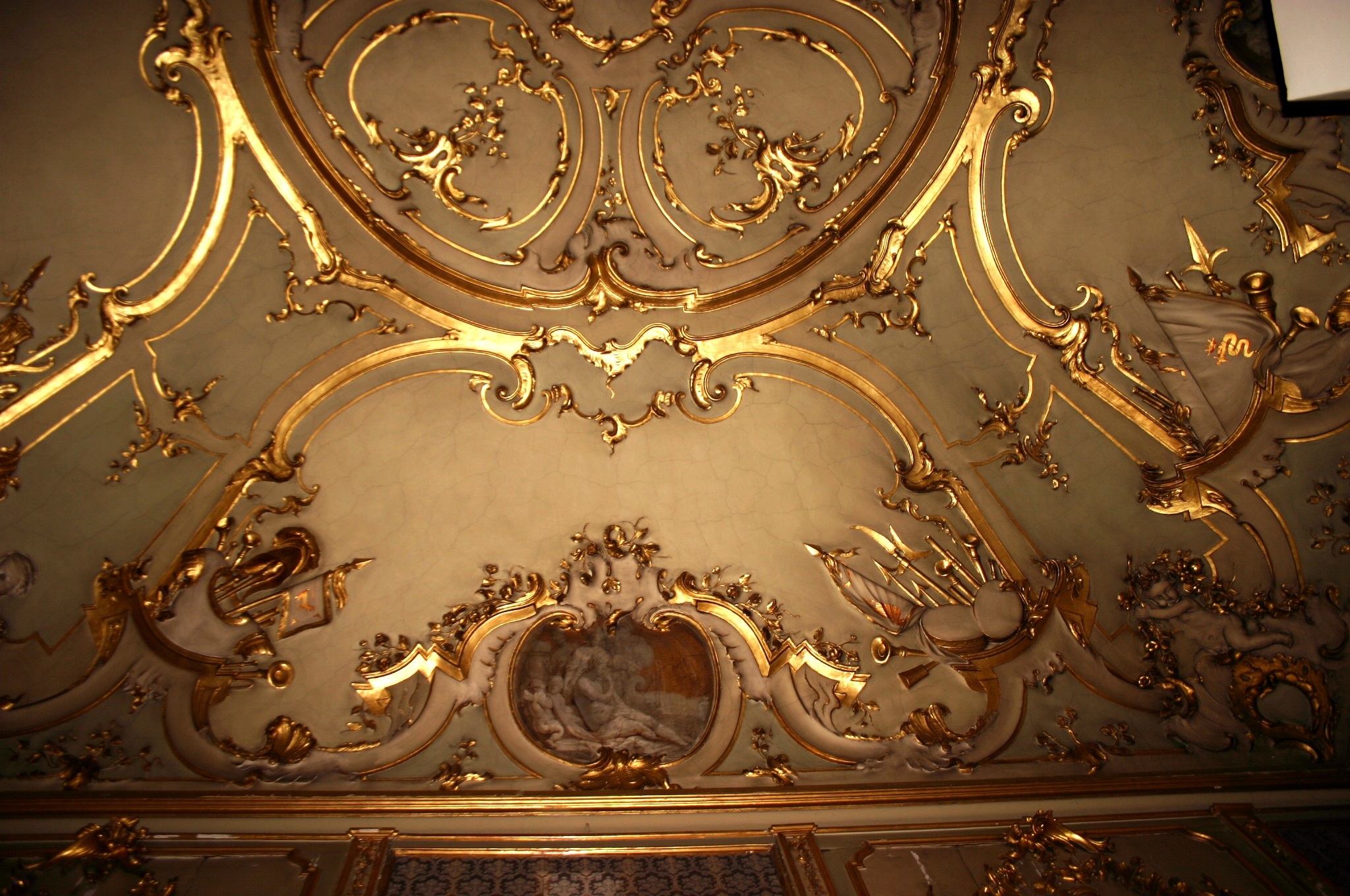
Позолоченный декор-стукко. М. Кноллер
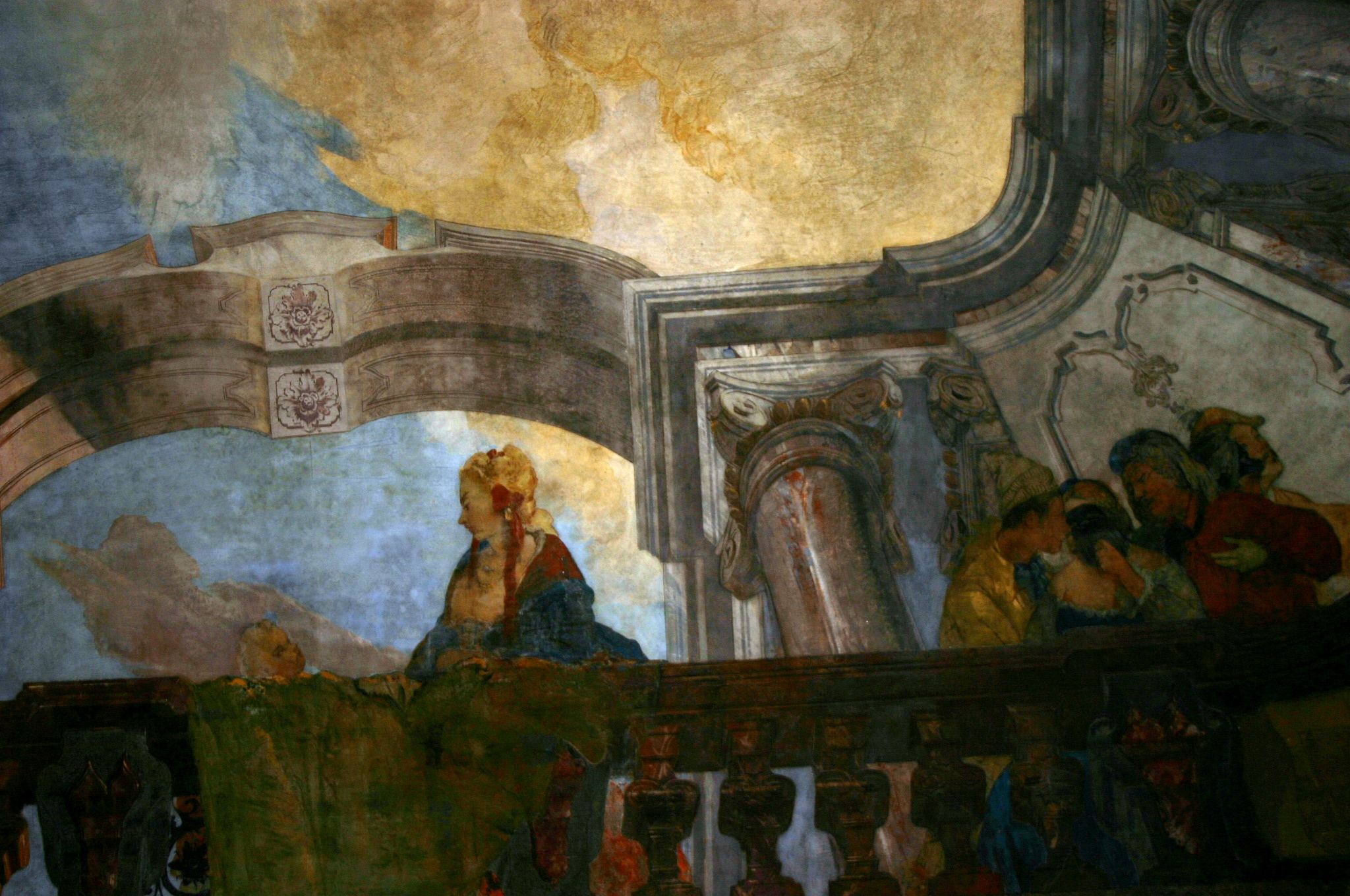
Деталь росписи плафона. Дж. А. Кукки